# Ahmed Samir
Ahmed Samir Mohammad Saleh (arab. احمد سمير صالح; ur. 27 marca 1991 w Ammanie) – jordański piłkarz grający na pozycji pomocnika. Od 2017 jest zawodnikiem klubu Al-Jazeera Amman.

## Kariera piłkarska
Swoją karierę piłkarską Samir rozpoczął w klubie Al-Jazeera Amman, w którym w 2009 roku zadebiutował w pierwszej lidze jordańskiej. W sezonie 2014/2015 wywalczył z nim wicemistrzostwo Jordanii. W 2016 roku odszedł do klubu Al-Ramtha SC, w którym spędził rok. W 2017 wrócił do Al-Jazeera i na sezon 2017/2018 został z niego wypożyczony do Al Urooba ze Zjednoczonych Emiratów Arabskich.

## Kariera reprezentacyjna
W reprezentacji Jordanii Samir zadebiutował 13 sierpnia 2012 w przegranym 0:1 towarzyskim meczu z Uzbekistanem. W 2019 roku powołano go do kadry na Puchar Azji.